# الرمیله
الرملیه یک منطقهٔ مسکونی در قطر است که در دوحه (شهرداری) واقع شده‌است. الرملیه ۱٫۷ کیلومتر مربع مساحت و ۱٬۵۹۵ نفر جمعیت دارد.